# Стаи (Ленинградская область)
Стаи — деревня в Оредежском сельском поселении Лужского района Ленинградской области.

## История
Деревня Стой упоминается на карте Санкт-Петербургской губернии 1792 года А. М. Вильбрехта.
Как деревня Стаи, состоящая из 21 крестьянского двора, она обозначена на карте Санкт-Петербургской губернии Ф. Ф. Шуберта 1834 года.

СТАИ — деревня, принадлежит: генерал-майорше Бегичевой, число жителей по ревизии: 14 м. п., 12 ж. п.

наследникам действительного статского советника Борзина, число жителей по ревизии: 17 м. п., 19 ж. п.

чиновнице 5-го класса Варваре Балле, число жителей по ревизии: 25 м. п., 26 ж. п. (1838 год)

Деревня Стаи из 20 дворов отмечена на карте профессора С. С. Куторги 1852 года.

СТАИ — деревня господина Шамшева, по просёлочной дороге, число дворов — 15, число душ — 62 м. п. (1856 год)

Согласно X-ой ревизии 1857 года деревня Стаи состояла из трёх частей:

1-я часть: число жителей — 28 м. п., 28 ж. п. 
  
2-я часть: число жителей — 27 м. п., 24 ж. п. 

3-я часть: число жителей — 14 м. п., 12 ж. п.

СТАИ — деревня владельческая при колодцах, число дворов — 17, число жителей: 28 м. п., 17 ж. п. (1862 год)

В 1868 году временнообязанные крестьяне деревни выкупили свои земельные наделы у В. Н. Быкова и стали собственниками земли.
В 1868—1869 годах временнообязанные крестьяне выкупили свои земельные наделы у Е. Н. Ермоловой.
Согласно подворной описи 1882 года, деревня Стаи Бельского общества Бутковской волости состояла из трёх частей:
 
1) бывшее имение Балле, 14 домов, 27 душевых наделов, семей — 13, число жителей — 25 м. п., 29 ж. п.; разряд крестьян — собственники.
  
2) бывшее имение Шамшевой, 20 домов, 27 душевых наделов, семей — 13, число жителей — 38 м. п., 39 ж. п.; разряд крестьян — собственники.
  
3) бывшее имение Быкова, 6 домов, 4 душевых надела, семей — 6, число жителей — 11 м. п., 14 ж. п.; разряд крестьян — водворённые на земле мелкопоместных владельцев.
В 1883—1884 годах были выкуплены земельные наделы у М. И., Н. А., М. А. и С. А. Зоргенфрей.
Согласно материалам по статистике народного хозяйства Лужского уезда 1891 года, одно из имений при селении Стаи площадью 153 десятины принадлежало местному крестьянину В. Игнатьеву, имение было приобретено в 1878 году за 1228 рублей, второе имение принадлежало крестьянину Новгородской губернии Д. Маркелову, третье имение площадью 567 десятин принадлежало вдове коллежского асессора М. И. Зоргенфрей, имение было приобретено до 1868 года, а пустошь Любитово близ селения Стаи площадью 166 десятин принадлежала крестьянину Гдовского уезда Н. М. Малафееву, пустошь была приобретена в 1881 году.
В XIX — начале XX века деревня административно относилась к Бутковской волости 1-го земского участка 1-го стана Лужского уезда Санкт-Петербургской губернии.
По данным «Памятной книжки Санкт-Петербургской губернии» за 1905 год, деревня Стаи входила в Бельское сельское общество.

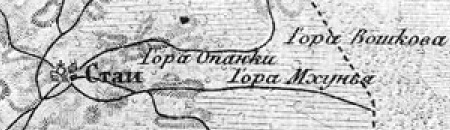
Деревня Стаи на карте 1912 года

Согласно карте из «Исторического атласа Санкт-Петербургской Губернии» 1912 года в деревне Стаи находилась часовня.
С 1917 по 1927 год деревня Стаи входила в состав Бельского сельсовета Бутковской волости Лужского уезда.
С 1927 года, в составе Оредежского района.
В 1928 году население деревни Стаи составляло 215 человек.
По данным 1933 года деревня Стаи входила в состав Бельского сельсовета Оредежского района.
C 1 августа 1941 года по 31 января 1944 года деревня находилась в оккупации.
С 1954 года, в составе Холомецкого сельсовета.
С 1957 года, в составе Бельского сельсовета.
С 1959 года, в составе Лужского района.
В 1965 году население деревни Стаи составляло 74 человека.
По данным 1966, 1973 и 1990 годов деревня Стаи также входила в состав Бельского сельсовета Лужского района.
В 1997 году в деревне Стаи Тёсовской волости проживали 3 человека, в 2002 году — 4 человека (все русские).
В 2007 году в деревне Стаи Тёсовского сельского поселения проживали 2 человека.
19 мая 2019 года деревня вошла в состав Оредежского сельского поселения.

## География
Деревня расположена в восточной части района к северу от автодороги 41К-662 (Оредеж — Тёсово-4 — Чолово).
Расстояние до административного центра поселения — 12 км.
Расстояние до ближайшей железнодорожной станции Оредеж — 11 км.
Деревня находится к северу от озера Белое.

## Демография
| 1838 | 1862 | 1928 | 1965 | 1997 | 2007 | 2010 |
| ---- | ---- | ---- | ---- | ---- | ---- | ---- |
| 113  | ↘82  | ↗215 | ↘74  | ↘3   | ↘2   | ↘0   |
| 2017 |      |      |      |      |      |      |
| ↗2   |      |      |      |      |      |      |

## Улицы
Рябиновая.